# Sviblovo (stanice metra v Moskvě)

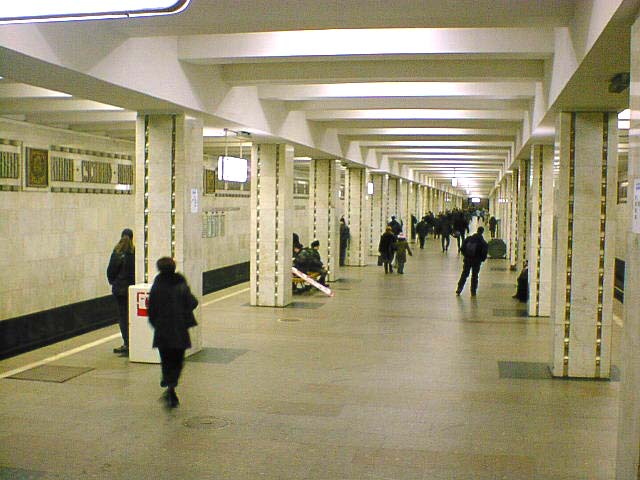
Nástupiště stanice

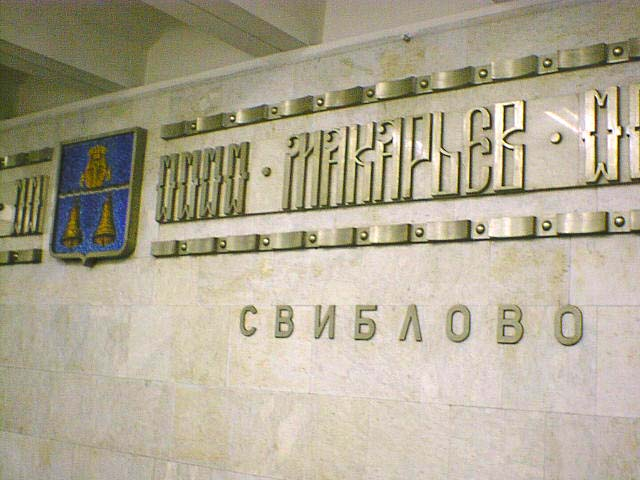
Nástupiště stanice

Sviblovo (rusky Свиблово) je stanice moskevského metra. Název jí dala stejnojmenná čtvrť města, původně vesnice.

## Charakter stanice
Stanice se nachází v severní části Kalužsko-Rižské linky. Je to klasická podzemní stanice, hloubená, založená 8 m hluboko pod zemí, s ostrovním nástupištěm a pilířové konstrukce. Sloupy stojí ve dvou řadách po třinácti. Z nástupiště vedou dva výstupy po pevných schodištích do podpovrchových vestibulů, eskalátory zde použity nebyly. Na obklad stanice byl použit bílý mramor, kromě něj ale i eloxovaný hliník. Na stěnách za nástupištěm se nachází 48 znaků historických částí Moskvy (24 na každé stěně) s jejich názvy.
Nedaleko za stanicí, severním směrem ke stanici Babuškinskaja se nachází Depo Sviblovo, sloužící celé lince.
Sviblovo bylo jako stanice zprovozněno 30. září 1978, jako součást úseku VDNCh – Medvědkovo.